# Kraftwerk Rijnmond
Das Kraftwerk Rijnmond ist ein Gas-und-Dampf-Kombikraftwerk mit einer Gesamtleistung von 1.248 MW in zwei Blöcken. Es liegt im Rotterdamer Petroleumhafen beim Ort Pernis. Das Kraftwerk wurde von der amerikanischen InterGen errichtet.
Ende 2015 ging Maasstrom Energie, der Betreiber des ersten Blocks, wegen Unrentabilität in die Insolvenz. 2016 wurde der eingemottete Block I von GSO Capital erworben.

## Technische Daten
| Block | Installierte Leistung | Gasturbine            | Inbetriebnahme |
| ----- | --------------------- | --------------------- | -------------- |
| 1     | 820 MW                | 2× Siemens SGT5-4000F | Juni 2004      |
| 2     | 428 MW                | 1× Siemens SGT5-4000F | Mai 2010       |